# Kamenné Zboží
Kamenné Zboží è un comune della Repubblica Ceca facente parte del distretto di Nymburk, in Boemia Centrale.

## Storia del villaggio
La prima testimonianza scritta del villaggio risale al 1495, quando Vladislav Jagiellonian  lasciò il castello di Kostomlaty (Mydlovar) e i villaggi appartenenti al castello – Kostomlaty, Kostomlátky, Lány, Hronětice, Šibice, Drahelice, Stratov, Kostomlátky  e Zboží  (Kamenné) al cancelliere supremo del regno, signor Jan di Šelmberk . Dopo la repressione della rivolta antiasburgica del 1547,  l'intero feudo fu confiscato e annesso al feudo reale di Lyské.  Dopo la fine della Guerra dei Trent'anni il conte František Antonín Špork  acquista la tenuta  . Durante il regno del conte Špork nella parte sud-orientale del paese fu costruito un grande maniero (casa padronale).
Nel corso del XVI secolo il paese ricevette dalle autorità il diritto enfiteutico di estrarre la marna . Sembra che da quel periodo abbia origine l'aggettivo Kamenná  .  (Durante la II mappatura militare il villaggio era contrassegnato come  Stein Zbozi , durante l'occupazione del 1939-1945 aveva anche il nome tedesco Steinhof .)

## Anno 1932
Nel villaggio di Kamenné Zboží  (740 abitanti)  furono registrate nel 1932 le seguenti attività e botteghe:   un barbiere, 3 locande, 2 carrai, 2 fabbri, 3 sarti, un calzolaio, un fornaio, un macellaio, un sellaio, 3 negozi generali, un negozio dell'usato e un'associazione di riserva a Kamenné Zboží, 2 edicole, 2 falegnami, una grande tenuta.

## 15° meridiano
Il villaggio è diviso in due parti lungo tutta la lunghezza del 15° meridiano est . Una cappella è costruita direttamente sul meridiano.

## Cappella di S. Pietro e Paolo
In origine cappella barocca dedicata a S. Peter e Pavlovi si trova nel villaggio già dal XVIII secolo, la struttura è stata modificata alla fine del XIX secolo . La cappella è in mattoni, ha pianta quadrata ed è coperta con tetto a tenda con campanile a torre.

## Casa municipale
La casa comunale è ubicata nell'edificio dell'ex scuola.
La scuola con due classi fu fondata a Kamenné Zboží nel 1894 e operò fino al 1977.

## Ex cave di marna
Nella parte occidentale del paese si trovano le ex cave di marna. Oggi sono costruiti e al loro interno ci sono 30 case.
C'è uno stagno, diviso in tre parti, all'estremità meridionale del villaggio.